# Milanovac (Velika)
Milanovac je naselje u Republici Hrvatskoj u Požeško-slavonskoj županiji, u sastavu općine Velika.

## Zemljopis
Milanovac je smješten oko 16 km zapadno od Velike,  susjedna naselja su Oljasi na sjeveru, Krivaj na istoku, Požeški Brđani i Perenci na zapadu i Ugarci na jugu.

## Stanovništvo
Prema popisu stanovništva iz 2001. godine Milanovac je imao 51 stanovnika, dok je prema popisu stanovništva iz 1991. godine imao 62 stanovnika.
| broj stanovnika | 86    | 99    | 83    | 96    | 118   | 167   | 172   | 214   | 164   | 174   | 156   | 116   | 86    | 62    | 51    | 45    | 35    |
|                 | 1857. | 1869. | 1880. | 1890. | 1900. | 1910. | 1921. | 1931. | 1948. | 1953. | 1961. | 1971. | 1981. | 1991. | 2001. | 2011. | 2021. |